# Monoteísmo ético
El monoteísmo ético  es el sistema de creencia que se desarrolló en la Tierra de Israel (Eretz Israel), donde la adoración y culto exclusivo al Dios Yahveh (יהוה), llevaron a su reconocimiento como la única y verdadera divinidad. El monoteísmo ético suele definirse en contraposición al monoteísmo filosófico. Se preocupa menos con la unidad numérica de Dios, que con un compromiso consciente con el culto a un solo Dios. La fe hallada en el Tanaj, la Biblia hebrea, (del acrónimo en hebreo תַּנַךְ), es más práctica que teórica; las dimensiones éticas para la naturaleza de Dios se recalcan en la Torá y los Nevi'im (profetas judíos), tanto su justicia inherente como las exigencias morales y éticas que ella obra en el pueblo judío (Am Israel).

## Definición
El monoteísmo ético es una forma de monoteísmo exclusivo en el que se cree que Dios es el único dios, así como la fuente de los estándares de moralidad de uno, guiando a la humanidad a través de principios éticos. Aunque el monoteísmo ético se originó en el judaísmo, está presente en muchas otras religiones diferentes, como el zoroastrismo, el bahaísmo, el cristianismo, el sijismo, el islam y muchas más. Todas estas religiones incluyen la creencia en un poder superior, que controla todo lo que ocurre en el Cosmos. En el cristianismo, Dios es adorado como la Santísima Trinidad o según concepciones no trinitarias de Dios. Los seguidores del monoteísmo ético creen que ningún otro dios puede compararse con el Dios verdadero de Abraham, Isaac y Jacob.